# گیل اون هه
گیل اون هه (کره‌ای: 길은혜؛ زادهٔ ۵ اکتبر ۱۹۸۸) بازیگر اهل کره جنوبی است.

## فیلم‌شناسی

### فیلم
- چیزی به من بگو (۱۹۹۹) - سو یون (جوانی)
- هم‌اتاقی (۲۰۰۶)
- مادر (۲۰۰۹)
- لباس سیاه کوچک (۲۰۱۱) - دستیار نویسنده
- داستان‌های ترسناک ۲ (۲۰۱۳)
- پادزهر وجود ندارد (۲۰۱۳)

### تلویزیون
- مدرسه ۲۰۱۳ (کی‌بی‌اس۲ / ۲۰۱۲–۲۰۱۳) - گیل اون هه (دانش آموز)
- فروشگاه ناخن پاریس (ام‌بی‌سی کویین، ۲۰۱۳)
- The Noblesse (جی‌تی‌بی‌سی، ۲۰۱۳–۲۰۱۴) – سو-را
- عاشقان گل رز (ام‌بی‌سی / ۲۰۱۴–۲۰۱۵) - جو یونگ
- مربای پرتقال (کی‌بی‌اس۲ / ۲۰۱۵) - جو آ-را
- دمای عشق (اس‌بی‌اس / ۲۰۱۷) - لی هیون یی
- قهوه، یه لطفی بهم بکن (چنل ای / ۲۰۱۸–۲۰۱۹) - کانگ یه نا
- آخرین مأموریت فرشته: عشق (کی‌بی‌اس۲ / ۲۰۱۹) - گوم رو نا